# Phare de Ponta Norte
Le phare de Ponta Norte ou phare de Reguinho Fiúra est un phare situé sur la pointe nord de l'île de Sal l'une du groupe des îles de Barlavento, au Cap-Vert.
Ce phare géré par la Direction de la Marine et des Ports (Direcção Geral de Marinha e Portos ou DGMP) .

## Histoire
Le premier phare a été construit en 1897 dans cette zone inhabitée du nord de l'île. C'était une tourelle métallique de 13 m de haut. Un nouveau phare l'a remplacé dès 1940. C'était une tour en maçonnerie de 11 m. Les deux sont en ruines désormais.
Le phare actuel est une colonne blanche en acier de 5 m de hauteur. Il émet, à une hauteur focale de 16 m, trois éclats blancs toutes les 12 secondes. Sa portée est de 8 milles nautiques (environ 15 km). Il est alimenté à l'énergie solaire. Il se trouve près du village de Reguinho Fiúra.
Identifiant : ARLHS : CAP-... ; PT-2070 - Amirauté : D2919.75 - NGA : 113-24147 .

### Lien connexe
- Liste des phares au Cap-Vert